# William Chamberlain
William Chamberlain, född 27 april 1755 i Hopkinton, Massachusetts, död 27 september 1828 i Peacham, Vermont, var en amerikansk politiker (federalist). Han representerade delstaten Vermonts tredje distrikt i USA:s representanthus 1803-1805 och 1809-1811. Han var viceguvernör i Vermont 1813-1815.
Chamberlain deltog i amerikanska revolutionskriget som sergeant. Han arbetade sedan som lantmätare och som jordbrukare. Han tjänstgjorde som fredsdomare 1786-1796. Han var delegat till Vermonts konstitutionskonvent år 1791. Han var domare i Caledonia County 1796-1803 och elektor för Federalistiska partiet i presidentvalet i USA 1800. Han blev invald i representanthuset i kongressvalet 1802. Efter ett avbrott vann han igen i kongressvalet 1808. Han efterträdde 1813 Paul Brigham som viceguvernör. Han efterträddes 1815 av företrädaren Brigham.
Chamberlain avled 1828 och gravsattes på Peacham Cemetery i Peacham.